# Mandyala, Srinivaspur
Mandyala là một làng thuộc tehsil Srinivaspur, huyện Kolar, bang Karnataka, Ấn Độ.